# Alveran Records
Alveran Records es un sello discográfico independiente alemán, fundado en 1995 por Sascha Franzen. Edita gran variedad de géneros musicales pero está enfocado principalmente en metalcore y hardcore punk.
Es el socio europeo de los sellos estadounidenses Eulogy Recordings y Hand of Hope Records. Su catálogo bandas notables Unearth, Bury Your Dead, Morning Again, Evergreen Terrace y Until the End, entre otros.

## Artistas

### Artistas actuales
| - Copykill - Devil Inside - Do Or Die - Drift - End of Days - Eyes To The Sky - Inane - Liar - Maroon - Misery Speaks - Narziss - Nyari - Purified in Blood - The Casino Brawl - Settle the Score - Shattered Realm - Six Reasons to Kill |

### Antiguos artistas
| - A Death for Every Sin - Age of Ruin - Albert React - Arma Angelus - Bird of Ill Omen - Black My Heart - BurnThe8Track - Bury Your Dead - Calico System - Casey Jones - Christiansen - DK Limb - Donnybrook - Downpour - Evergreen Terrace - Forever and a Day - Hoods - Morning Again - Nevea Tears - New Day Rising - Nueva Ética - On A Warpath - On Broken Wings - One Nation Under - Red Sky - Santa Sangre - Set Your Goals - Society's Finest - Spread The Disease - The China White - The Judas Cradle - The Low End Theory - The Warriors - This Day Forward - Trust No One - Twelve Tribes - Unearth - Unsung Zeros - Until the End - Where Fear and Weapons Meet |